# Hietaluoma
Hietaluoma är en sjö i Finland. Den ligger i kommunen Kuusamo i landskapet Norra Österbotten, i den nordöstra delen av landet, 700 km norr om huvudstaden Helsingfors. Hietaluoma ligger 274 meter över havet. Arean är 37,6 hektar och strandlinjen är 3,74 kilometer lång. Sjön  ingår i Ijo älvs huvudavrinningsområde. 